# Liste von Zwischenfällen bei Egypt Air
Die Liste von Zwischenfällen bei Egypt Air zeigt eine Übersicht über die Zwischenfälle mit Todesfolge oder Totalschaden von Flugzeugen bei der ägyptischen Fluggesellschaft MisrAir (bis 1961), dann United Arab Airlines (bis 1971) und schließlich Egypt Air.
Für Egypt Air sind von 1951 bis Januar 2024 unter ihren diversen Namen 47 Totalverluste von Flugzeugen verzeichnet. Dabei wurden insgesamt 903 Personen getötet.
Vollständige Liste für alle Totalschäden ab 1951:

## 1950er-Jahre
- Am 22. Dezember 1951 stürzte eine SNCASE SE.161 Languedoc (Luftfahrzeugkennzeichen SU-AHH) der Misrair zehn Kilometer westlich des Flughafens Teheran-Mehrabad ab, nachdem sie ihn während eines Schneesturms bereits zweimal umkreist hatte. Alle 22 Personen an Bord wurden getötet.[4]

- Am 30. Juli 1952 wurde in einer SNCASE SE.161 Languedoc der Misrair (SU-AHX) auf dem Flug nach Khartum unnötig ein Triebwerk abgestellt und der dortige Feuerlöscher betätigt. Der Kapitän entschied auf Rückkehr zum Ausgangsort, dem Flughafen Kairo-Almaza (Ägypten). Dort wurde dann auch noch eine Bauchlandung gemacht, bei der das Flugzeug irreparabel beschädigt wurde. Alle 38 Insassen, 5 Besatzungsmitglieder und 33 Passagiere, überlebten die Bruchlandung.[5]

- Am 15. Dezember 1953 stürzte eine Vickers Viking 1B der Misrair (SU-AFK) nach dem Start vom Flughafen Kairo-Almaza acht Kilometer östlich desselben ab. Die Maschine befand sich auf dem Weg nach Luxor. Alle sechs Insassen kamen ums Leben.[6]

- Am 24. April 1954 hatte die Besatzung einer SNCASE SE.161 Languedoc der Misrair (SU-AHZ) im Anflug auf den damaligen internationalen Flughafen von Damaskus (Syrien) eine Warnanzeige über ein nicht korrekt ausgefahrenes Fahrwerk. Der Fluglotse auf dem Tower teilte ihr jedoch mit, das Fahrwerk sei ausgefahren. Nach dem Aufsetzen brach das rechte Hauptfahrwerk zusammen, da es nicht verriegelt war. Alle 22 Insassen, 5 Besatzungsmitglieder und 17 Passagiere, überlebten die Bruchlandung. Das Flugzeug wurde zum Totalschaden.[7]

- Am 15. September 1954 stürzte eine Vickers Viking 1B der Misrair (SU-AFO) auf dem Flughafen Kairo-Almaza ab. Die Maschine befand sich auf einem Testflug nach einer größeren Inspektion. Beim Durchstarten mit einem simulierten Triebwerksausfall kam es zum Strömungsabriss und Absturz. Drei der vier Besatzungsmitglieder kamen um.[8]

- Am 1. Oktober 1956 wurde eine Vickers Viscount 739 der Misrair (SU-AIC) auf dem Flughafen Kairo-Almaza während der Sueskrise durch einen Luftangriff der britischen Royal Air Force zerstört. Personen kamen dabei nicht zu Schaden.[9]

- Am 7. März 1958 stürzte eine Vickers Viking 1B der Misrair (SU-AGN) im Anflug auf den Flughafen Port Said in den Manzala-See. Die aus Athen kommende Maschine war aus Wettergründen von Kairo ausgewichen. Acht der 26 Personen an Bord kamen ums Leben.[10]

## 1960er-Jahre
- Am 1. September 1960 kam es mit einer Douglas DC-4-1009 des syrischen Teils der United Arab Airlines (heute Syrian Arab Airlines) (Luftfahrzeugkennzeichen YK-AAR) zu einer Notwasserung im Fluss Kongo bei Mpouya (Kongolesische Republik (Kongo-Brazzaville)). Das Flugzeug kam 220 Kilometer vor dem Zielort Leopoldville (Demokratische Republik Kongo, Kongo-Léopoldville) nieder. Alle 14 Insassen, fünf Besatzungsmitglieder und 9 Passagiere, überlebten die Notwasserung.[11]

- Am 29. September 1960 flog eine Vickers Viscount 739B der United Arab Airlines (SU-AKW) in ein schweres Unwetter. Die Piloten verloren auf dem Flug von Genf nach Rom die Orientierung und das Flugzeug stürzte rund 25 Kilometer vor der Küste von Elba ins Mittelmeer. Beim Absturz kamen alle 21 Personen an Bord ums Leben. Bei der Bergung konnten nur wenige Wrackteile geborgen werden.[12]

- Am 6. Mai 1961 verunglückte eine Douglas DC-3/C-47B-5-DK der United Arab Airlines (SU-ALP) beim Anflug auf den Flughafen Qamischli (Syrien). Die Maschine schlug knapp 300 Meter vor der Landebahn im Gelände auf und fing Feuer. Alle sieben Insassen, fünf Besatzungsmitglieder und zwei Passagiere, überlebten den Unfall.[13]

- Am 16. März 1962 wichen die Piloten einer Vickers Viscount 739 der United Arab Airlines (SU-AID) wegen schlechten Wetters am Zielflughafen Kairo nach Wadi Halfa (Sudan) aus. Aufgrund von Treibstoffmangel kam es fünf Kilometer westlich des dortigen Flughafens zu einer Bruchlandung. Alle 16 Insassen, sechs Besatzungsmitglieder und 11 Passagiere, überlebten den Totalschaden.[14]

- Am 15. Mai 1962 stürzte eine Douglas DC-3 der United Arab Airlines (SU-AJM) kurz nach dem Start vom Flughafen Kairo-International ab. Alle drei Besatzungsmitglieder dieses Frachtfluges nach Beirut kamen dabei ums Leben.[15]

- Am 19. Juli 1962 flog eine von Hongkong kommende De Havilland DH.106 Comet 4C der United Arab Airlines (SU-AMW) im Landeanflug auf den Don Muang Flughafen (Bangkok) in den Khao Yai Mountain. Alle 26 Personen starben bei diesem Controlled flight into terrain (siehe United-Arab-Airlines-Flug 869).[16]

- Am 12. Mai 1963 stürzte eine Douglas DC-3 der United Arab Airlines (SU-AJX) auf einem Inlandsflug von Kairo nach Alexandria in einen Orangenhain nahe der Ortschaft Az Zahweyyin. Alle 34 Personen an Bord kamen bei dem Unfall ums Leben.[17]

- Am 27. Juli 1963 stürzte eine De Havilland DH.106 Comet 4C der United Arab Airlines (SU-ALD) beim Nachtanflug während schwerer Turbulenz etwa 10 km westnordwestlich des Flughafens Bombay ins Meer. Alle 63 Menschen an Bord kamen ums Leben; das Wrack wurde nicht gefunden.[18]

- Am 23. Februar 1964 verunglückte eine Vickers Viscount 732 der United Arab Airlines (SU-AKX) bei der Landung auf dem Flughafen Beirut (Libanon). Starkregen und Abwinden trugen dazu bei, dass die Maschine sehr hart landete und wieder hochsprang. Der nächste harte Aufprall erfolgte auf dem rechten Hauptfahrwerk, woraufhin der rechte Hauptholm brach und die Tragfläche samt der Propeller Nummer 3 und 4 aufschlug. Das Flugzeug kam außerhalb der Landebahn zum Liegen und wurde irreparabel beschädigt. Alle 53 Insassen, fünf Besatzungsmitglieder und 48 Passagiere, überlebten.[19]

- Im Juni 1965 (genaues Datum nicht bekannt) wurde eine Douglas DC-3 der United Arab Airlines (SU-AJW) auf dem Flughafen Kairo (Ägypten) zerstört. Personen kamen nicht zu Schaden.[20]

- Am 2. Februar 1966 verunglückte eine Antonow An-24W der United Arab Airlines (SU-AOB) bei einem Testflug am Flughafen Luxor (Ägypten). Über Personenschäden ist nichts bekannt. Das Flugzeug wurde irreparabel beschädigt.[21]

- Am 18. März 1966 stürzte eine von Nikosia kommende Antonow An-24 der United Arab Airlines (SU-AOA) beim Landeanflug auf den Flughafen Kairo fünf Kilometer nordöstlich davon ab. Alle 30 Personen an Bord überlebten den Unfall nicht (siehe auch United-Arab-Airlines-Flug 749).[22]

- Am 30. September 1966 wurde mit einer Antonow An-24W der United Arab Airlines (SU-AOM) auf dem Flughafen Kairo-International eine vorbereitete Bauchlandung durchgeführt. Beim vorhergegangenen Start auf dem Flughafen Luxor war die Maschine mit einem auf der Startbahn gehenden Kamel kollidiert. Daraufhin konnte das rechte Hauptfahrwerk nicht mehr korrekt eingefahren werden. Die Piloten entschieden sich dafür, den Flug zum Zielort Kairo fortzusetzen und machten dort eine Bauchlandung auf einem Sandstreifen. Alle 43 Insassen, sechs  Besatzungsmitglieder und 37 Passagiere, blieben unverletzt. Das Flugzeug wurde irreparabel beschädigt.[23]

- Am 24. Januar 1967 verunglückte eine Douglas DC-6B der United Arab Airlines (SU-ANL) bei der Landung auf dem Flughafen al-Hudaida (Nordjemen). Durch fehlerhafte Betätigung des Umkehrschubs geriet das Flugzeug von der Landebahn ab und machte einen Ringelpiez, wobei das Fahrwerk zusammenbrach. Alle Insassen überlebten den Unfall. Die Maschine wurde irreparabel beschädigt.[24]

- Am 15. Januar 1968 stürzte eine Douglas DC-3 der United Arab Airlines (SU-AJG) bei Zifta, 88 Kilometer nördlich von Kairo, bei der Rückkehr zum Startflughafen Kairo-International ab. Die Besatzung hatte sich aufgrund von Vereisungen zur Rückkehr zum Ausgangsflughafen entschieden. Neben den Vereisungen führten auch Turbulenzen, eine Überladung um eine halbe Tonne und falsche Beladung des Flugzeuges zum Kontrollverlust seitens der Crew. Alle 4 Besatzungsmitglieder dieses Frachtfluges starben.[25]

- Am 18. August 1968 stürzte eine Antonow An-24 der United Arab Airlines (SU-AOL) auf einem internationalen Linienflug von Kairo nach Damascus ins Mittelmeer. Niemand der 40 Personen an Bord überlebte den Absturz.[26]

- Am 20. März 1969 verunglückte eine Iljuschin Il-18 der United Arab Airlines (SU-APC) auf einem außerplanmäßigen Flug von Dschidda nach Assuan bei der Landung auf dem Zielflughafen und ging in Flammen auf. Nur 5 der 105 Personen an Bord überlebten den Unfall. Beim Anflug im Sandsturm auf den schlecht ausgerüsteten Flughafen flogen die Piloten unter die Entscheidungshöhe, auch bedingt durch ihre starke Übermüdung aufgrund überlanger Dienstzeiten ohne geeignete Ruhezeiten.[27]

- Am 10. April 1969 wurde eine von United Arab Airlines betriebene Douglas DC-3/C-47A-90-DL der Ethiopian Airlines (ET-AAQ) auf dem Weg von Asmara nach Kairo abgeschossen, nachdem sie in ein Luftsperrgebiet geflogen wurde. Zuvor hatte die Besatzung gemeldet, dass sie die Signale des Ungerichteten Funkfeuers des Kairoer Flughafens nicht empfangen konnte und das Flugzeug nicht über einen Empfänger für Drehfunkfeuer verfügte. Die Maschine stürzte 3 Kilometer südlich von Sues ab. Alle 3 Besatzungsmitglieder dieses Frachtfluges kamen ums Leben.[28]

## 1970er-Jahre
- Am 14. Januar 1970 machten die Piloten einer De Havilland DH.106 Comet 4C der United Arab Airlines (Luftfahrzeugkennzeichen SU-ANI) auf dem Flughafen Addis Abeba eine Bruchlandung. Sie waren trotz niedriger Wolken unter die Entscheidungshöhe geflogen, flogen in niedrigster Höhe von unter 50 Metern noch Kurven und setzten die Maschine erst nach der halben Landebahnlänge auf. Dabei stürzte die Comet ab und wurde zerstört. Dennoch überlebten alle 14 Insassen, neun Besatzungsmitglieder und 5 Passagiere, den Unfall.[29]

- Am 30. Januar 1970 brach bei einer Antonow An-24W der United Arab Airlines (SU-AOK) bei der Landung auf dem Flughafen Luxor das Fahrwerk zusammen. Die Maschine wurde irreparabel beschädigt. Alle Personen an Bord überlebten den Unfall.[30]

- Am 9. Februar 1970, nur knapp 4 Wochen nach dem letzten Totalverlust einer Comet, kam es an einer De Havilland DH.106 Comet 4C der United Arab Airlines (SU-ALE) beim Start vom Flughafen München-Riem (Bayern) zum Schütteln der Maschine, wahrscheinlich durch Vereisung. Obwohl das Flugzeug schon höher als 10 Meter in der Luft war, brach der Kapitän den Start wieder ab. Natürlich überrollte das Flugzeug daraufhin das Landebahnende und raste durch einen Zaun und einen Graben. Das Fahrwerk wurde abgerissen, Feuer brach aus. Dennoch überlebten alle 23 Insassen, neun Besatzungsmitglieder und 14 Passagiere, den Unfall. Das Flugzeug wurde zerstört.[31]

- Am 14. März 1970 ereignete sich an einer Antonow An-24W der United Arab Airlines (SU-AOC) eine Explosion in der Triebwerksverkleidung von Motor 1 (links). Die Maschine war auf dem Weg von Athen über Alexandria zum Flughafen Kairo-International (Ägypten). Der Motor musste abgestellt werden, Landeklappen und Fahrwerk konnten nicht mehr ausgefahren werden. Die Piloten machten am Zielflughafen eine Bauchlandung auf einem Sandstreifen. Alle 15 Insassen, sieben Besatzungsmitglieder und 8 Passagiere, blieben unverletzt. Das Flugzeug wurde irreparabel beschädigt. Es war der 4. Totalverlust bei United Arab Airlines innerhalb von nur 2 Monaten.[32]

- Am 19. Juli 1970 verunglückte eine Antonow An-24W der United Arab Airlines (SU-ANZ) am Flughafen Kairo-International. Während eines Trainingsfluges führte die Crew fünf Touch-and-Go-Manöver durch. Beim fünften Start stieg das Flugzeug nach dem Abheben auf 50 Meter und rollte bis 90° Querlage nach rechts. Nach einem Strömungsabriss stürzte es ab. Als Ursache wurde menschliches Fehlverhalten festgestellt. Alle 3 Insassen kamen ums Leben (siehe auch Flugunfall einer Antonow An-24 der United Arab Airlines bei Kairo 1970).[33]

- Am 2. Januar 1971 streifte die de Havilland DH.106 Comet 4C der United Arab Airlines mit dem Luftfahrzeugkennzeichen SU-ALC der United Arab Airlines beim Anflug auf den Flughafen Tripolis in einer Flughöhe von knapp 120 Meter eine Düne. Bei diesem Controlled flight into terrain starben alle Personen an Bord, acht Passagiere und acht Besatzungsmitglieder. Es war der 6. Totalverlust bei United Arab Airlines innerhalb weniger als einem Jahr.[34]

- Am 19. März 1972 flog eine Douglas DC-9-32 (YU-AHR) rund 7 Kilometer vom Zielflughafen Aden in einen Berg. Niemand der 30 Personen an Bord überlebte den Unfall. Die Maschine wurde im Auftrag der Egypt Air von der jugoslawischen Inex Adria Airways betrieben (siehe auch Egyptair-Flug 763).[35]

- Am 16. Juni 1972 landeten die Piloten einer Iljuschin Il-62 der Egypt Air (SU-ARN) versehentlich auf dem falschen Flughafen Kairo-Almaza. Die Piloten hätten auf der Landebahn 34 des sieben Kilometer entfernten Flughafens Kairo-International landen sollen, auf der die ersten 650 Meter gesperrt waren. Als sie stattdessen wegen der vermeintlichen Baumaßnahmen 700 Meter versetzt auf der nur 2050 Meter langen Landebahn 36 des Flughafens Almaza aufsetzten, erwies sich deren Restlänge als eindeutig zu gering. Das Flugzeug überrollte das Landebahnende und wurde zum Totalschaden. Alle 59 Insassen, 12 Besatzungsmitglieder und 47 Passagiere, überlebten die Bruchlandung.[36]

- Am 5. Dezember 1972 verunglückte eine auf dem Flughafen Kairo-International gestartete Boeing 707-366C der Egypt Air (SU-AOW) auf einem Trainingsflug, nachdem bei Beni Suef Triebwerk Nr. 4 von der Tragfläche abgerissen war. Alle sechs Personen an Bord starben (siehe auch Flugunfall einer Boeing 707 der Egyptair bei Beni Suef 1972).[37]

- Am 29. Januar 1973 flog eine voll funktionsfähige Iljuschin Il-18D der Egypt Air (SU-AOV) auf dem internationalen Linienflug MS 741 von Kairo nach Nicosia im Landeanflug auf den Zielflughafen in einen Berg. Bei diesem erneuten Controlled flight into terrain kamen alle 37 Personen (30 Passagiere, 7 Besatzungsmitglieder) an Bord ums Leben.[38]

- Am 10. Juli 1974 kam es bei einer Tupolew Tu-154 der Egypt Air (SU-AXB) beim Durchstarten hinter der Landebahn 23 am Flughafen Kairo-International zu einem Strömungsabriss. Das Flugzeug stürzte ab, alle 6 Insassen dieses Trainingsfluges starben (siehe auch Flugunfall einer Tupolew Tu-154 der Egyptair bei Kairo 1974).[39]

- Am 9. Dezember 1974 stürzte eine für Egypt Air betriebene Iljuschin Il-18D der rumänischen TAROM (YR-IMK) 20 km nordwestlich des Flughafens Dschidda ins Rote Meer. Kurz nach dem Start war der Kontakt zur Besatzung abgebrochen. Alle 6 Insassen dieses Positionierungsfluges starben (siehe auch Flugunfall einer Iljuschin Il-18 der Egyptair bei Dschidda 1974).[40]

- Am 25. Dezember 1976 stürzte eine Boeing 707 der Egypt Air (SU-AXA) beim Landeanflug auf den Flughafen Bangkok-Don Mueang auf eine Fabrik ab. Alle 52 Personen an Bord sowie 19 Personen am Boden kamen beim Absturz ums Leben.[41]

## 1980er-Jahre
- Am 17. Oktober 1982 setzte eine Boeing 707-366C der Egypt Air (Luftfahrzeugkennzeichen SU-APE) nach Genf im Landeanflug 50 Meter vor der Landebahn auf, wurde wieder hochgeschleudert und kam seitlich von der Landebahn ab. Bei dem Unfall wurde die Flugzeugfront schwer beschädigt, außerdem brach der rechte Flügel ab. Die Maschine musste als Totalverlust abgeschrieben werden. Alle 182 Insassen, darunter 172 Passagiere, überlebten den Vorfall.[42]

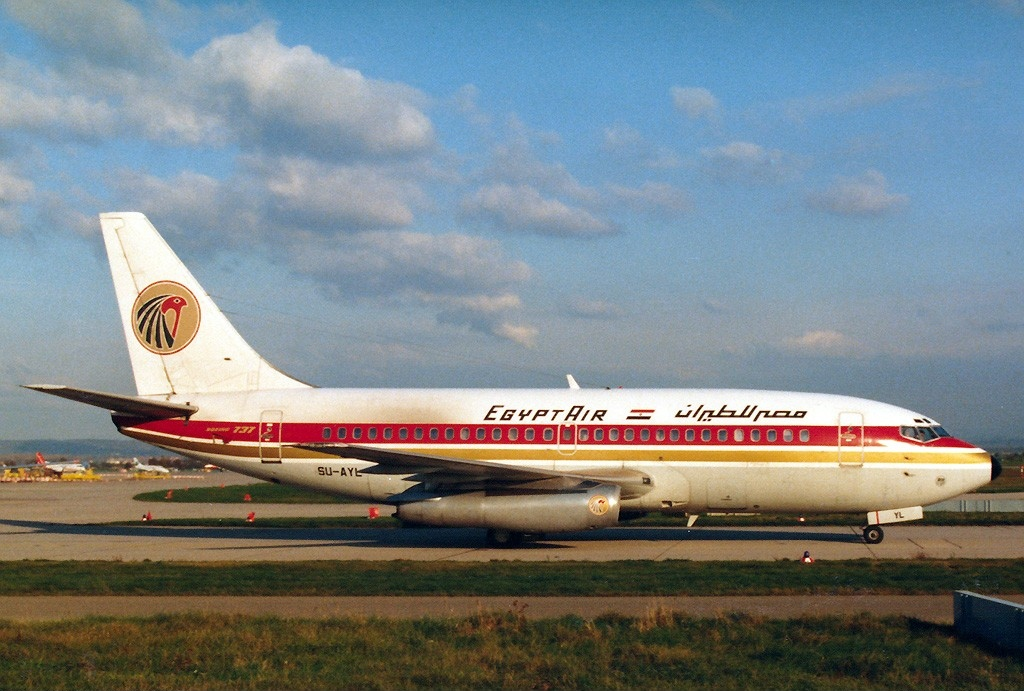
Eine Boeing 737-200, baugleich mit der 1985 in Malta zerstörten SU-AYH

- Am 23. November 1985 wurde eine Boeing 737-266 der Egypt Air (SU-AYH) auf dem Flug von Athen nach Kairo durch Angehörige der Abu-Nidal-Organisation entführt. Neben den Entführern wurden dann auf dem Flughafen Malta von den 98 Insassen auch 57 Geiseln durch Rauchvergiftung und Schussverletzungen getötet. Die Maschine wurde zerstört (siehe auch Egypt-Air-Flug 648).[43]

- Am 21. September 1987 geriet ein Airbus A300-B4 der Egypt Air (SU-BCA) während eines Trainingsflugs bei einer Landung auf dem Flughafen Luxor seitlich von der Landebahn ab und wurde zerstört. Alle fünf Besatzungsmitglieder kamen ums Leben. Es war der erste tödliche Unfall eines Airbus A300 seit dem Erstflug im Jahr 1972 (siehe auch Flugunfall eines Airbus A300 der Egyptair bei Luxor 1987).[44]

## 1990er-Jahre

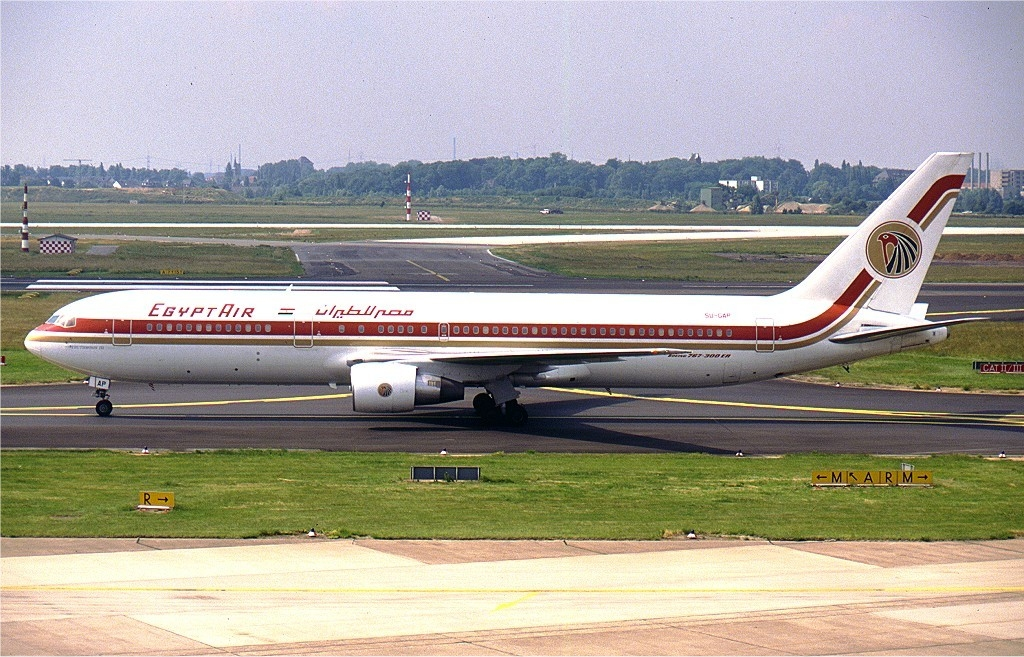
Die 1999 in den Atlantik geflogene Boeing 767-300 SU-GAP, Düsseldorf 1992

- Am 21. August 1996 überrollte eine Boeing 707-366C der Egypt Air (Luftfahrzeugkennzeichen SU-AVX) das Landebahnende am Flughafen Istanbul-Atatürk, stieß mit einem PKW zusammen und geriet in Brand. Bei dem Unfall brach der Rumpf auseinander; das Flugzeug musste als Totalverlust abgeschrieben werden. Alle 128 Insassen, darunter 120 Passagiere, überlebten den Vorfall.[45]

- Am 31. Oktober 1999 stürzte eine Boeing 767-300ER der Egypt Air mit dem Kennzeichen SU-GAP auf dem Weg von New York nach Kairo unweit der Insel Nantucket in den Atlantik. Das Flugzeug ging kurz vor Absturz in einen von einem der Piloten ausgelösten Sturzflug über. Alle 217 Menschen an Bord kamen beim Aufprall auf die Meeresoberfläche ums Leben (siehe auch Egypt-Air-Flug 990).[46]

## Ab 2000

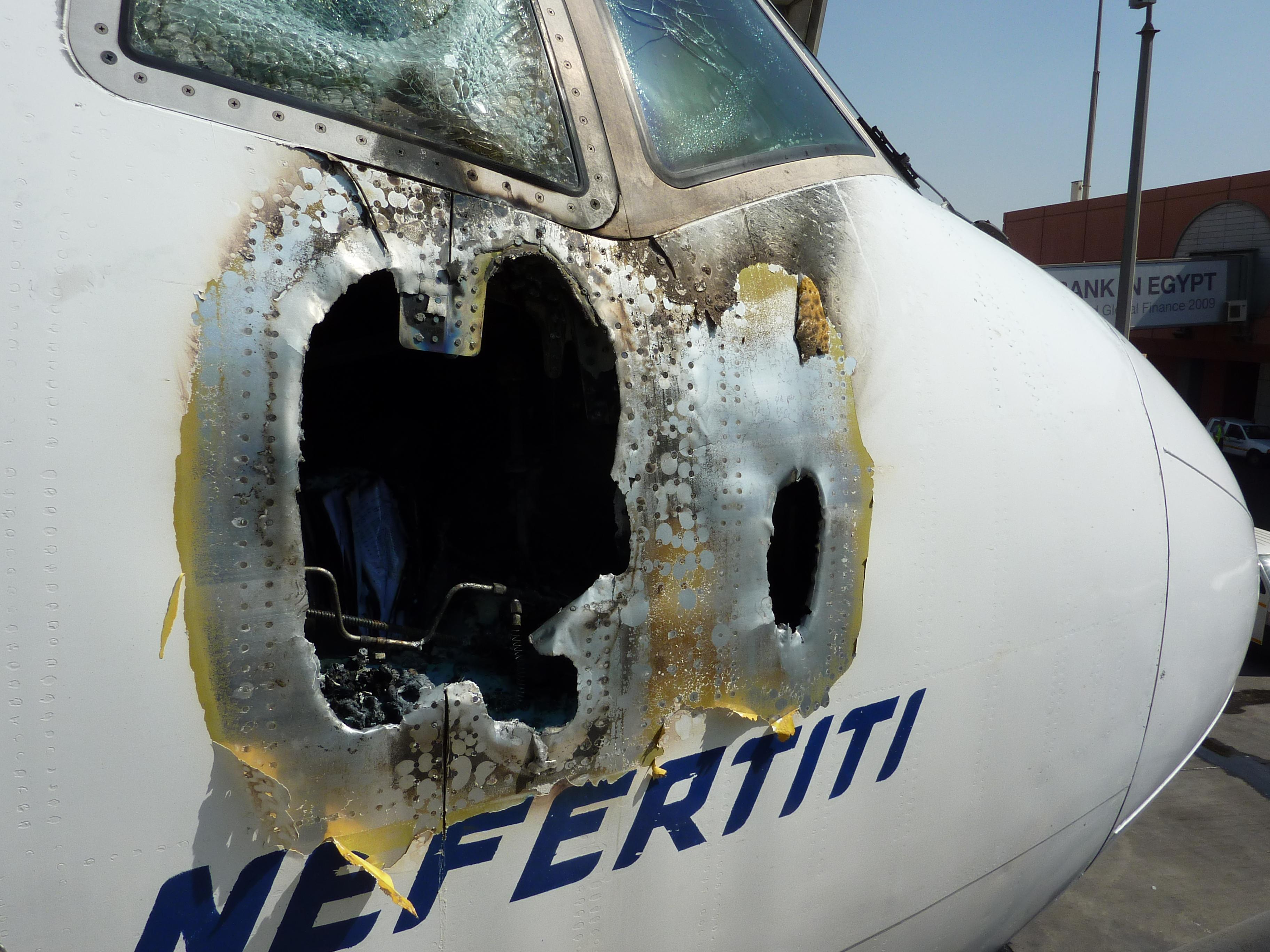
Die 2011 in Kairo ausgebrannte Boeing 777-200 SU-GBP

- Am 7. Mai 2002 machte eine mit 55 Passagieren und zehn Crew-Mitgliedern besetzte Boeing 737-500 der Egypt Air mit dem Luftfahrzeugkennzeichen SU-GBI auf dem Weg von Kairo nach Tunis sechs Kilometer vor dem Flughafen eine Bruchlandung. Bei dem Unfall starben 11 der 56 Passagiere sowie drei der sechs Besatzungsmitglieder (siehe auch Egyptair-Flug 843).[47]

- Am 29. Juli 2011 brach ein Feuer im Cockpit einer Boeing 777-200ER der Egypt Air mit dem Luftfahrzeugkennzeichen SU-GBP aus, als das Flugzeug noch am Gate des Flughafens Kairo zum Abflug nach Dschidda vorbereitet wurde. Passagiere und Besatzung konnten das Flugzeug unverletzt verlassen. Das Feuer wurde durch Sauerstoff angeheizt, der aus einer beschädigten Leitung austrat. Es entstand erheblicher Schaden am Flugzeug, der eine Reparatur unwirtschaftlich machte. Das Flugzeug wurde daraufhin abgeschrieben. Die Ursache des Feuers konnte nicht mehr eindeutig ermittelt werden.[48]

- Am 19. Mai 2016 stürzte ein Airbus A320 der Egypt Air (SU-GCC) auf dem Weg von Paris nach Kairo über dem Mittelmeer ab, nur kurz nachdem er den ägyptischen Luftraum erreichen sollte. An Bord des Flugzeugs befanden sich 56 Passagiere, sieben Besatzungsmitglieder und drei Sicherheitskräfte (siehe Egypt-Air-Flug 804).[49][50]